# CC 14000
Les CC 14000 constituent une série d'anciennes locomotives électriques de la SNCF construites pour l'électrification de la transversale Nord-Est entre Valenciennes et Thionville en 1954 et destinées au trafic des marchandises.

## Description
Les CC 14001 à CC 14020 ont été construites de 1954 à 1959 par CGC/0erlikon. Surnommées « fers à repasser » du fait de leur cabine de conduite centrale comme les BB 12000, BB 13000 et CC 14100. Destinées uniquement à la traction des trains lourds de marchandises, les CC 14000 ont la particularité d'être équipées d'un équipement mono-triphasé.
La SNCF a demandé à différentes sociétés de développer différents systèmes de motorisation pour ces 4 machines, afin d'évaluer laquelle serait la meilleure. La CC 14000, étudiée par Oerlikon, utilise le procédé suivant. Le courant monophasé 25000 V 50 Hz capté par le pantographe est d'abord abaissé par le transformateur primaire à 1100 V. Le courant alimente une machine tournante convertissant le monophasé en triphasé, puis une seconde machine tournante faisant office de variateur de fréquence. Le courant alimente enfin les 6 moteurs de traction triphasés à cage d'écureuil, dont les pignons moteur attaquent directement les couronnes des essieux. Les CC 14000 ont connu de nombreuses avaries durant leur carrière et leur kilométrage moyen s'établit à 1,5 million de kilomètres.
Bien que les moteurs triphasés soient à priori plus fiables du fait de l'absence de collecteur, c'est la complexité de leur alimentation qui a posé un problème. Les progrès de l'électronique de puissance ont toutefois permis de valider l'utilisation de ce type de moteur de traction, sur l'Eurostar TMST par exemple.
Ce manque de fiabilité causa de nombreuses détresses en ligne, de longues immobilisations en atelier ainsi qu'un manque chronique de pièces de rechange ; en outre l'inscription en courbe de ces locomotives était moins bonne qu'anticipé. "(L)es CC 14000, monotriphasées particulièrement complexes, ont présenté une multiplicité de pannes diverses, souvent mineures... mais pas toujours, aptes à décourager les plus astucieux dépanneurs (heureusement, ils n’avaient pas, comme Vatel, d’épée à leur disposition !" .
Leur carrière s'est terminée en 1977 une quinzaine d'années avant celle des CC 14100, après un parcours kilométrique bien plus faible que les autres « fers à repasser ». Leurs cousines, les CC 14100 reposaient sur une technologie plus primitive mais qui, en pratique, se montra plus fiable.

## Remarques particulières

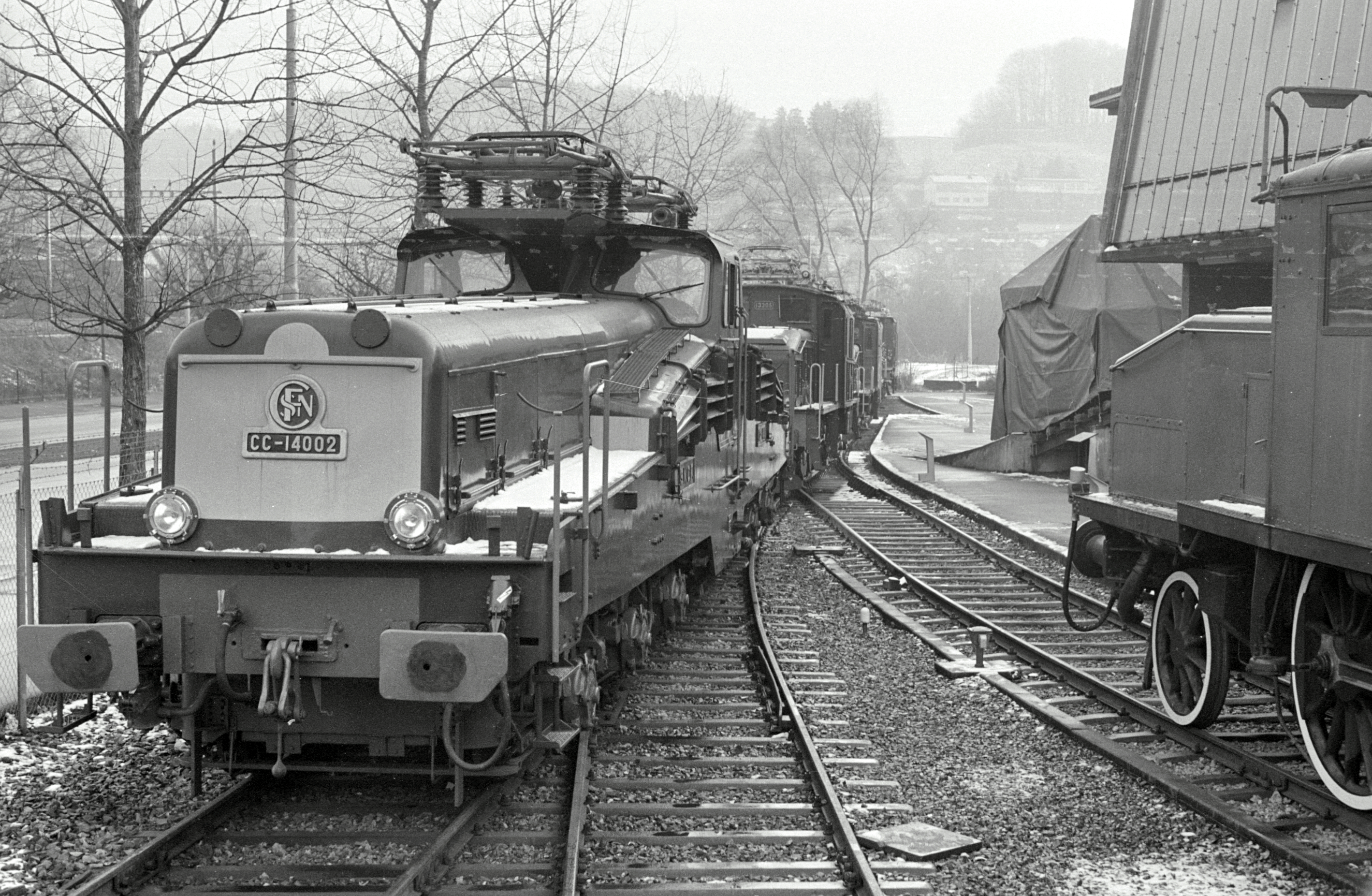
CC 14002 à l'exposition sur les «crocodiles» au Musée suisse des transports à Lucerne

En 1979, à l'occasion de l'exposition internationale sur les locomotives dites «crocodiles» organisée par le Musée suisse des transports, la CC 14002 a été exposée sur les voies extérieures du musée à Lucerne avec des locomotives électriques allemandes, autrichiennes et suisses,,,.

## Services effectués
Du fait de leur fragilité, les CC 14000 ont des services sur de courtes distances pour limiter les contraintes en cas de pannes. Par prudence, elles furent surtout engagées sur des lignes peu fréquentées par des trains de voyageurs et roulaient souvent de nuit, afin de minimiser les conséquences sur d'autres trains d'un problème technique en cours de route.
Elles remorquent des trains de minerai et surtout de charbon sur : 
- Dunkerque - Lens - Somain - Valenciennes - Lumes
- Aulnoye - Hautmont
- Aulnoye - Bobigny
- Douai - Arras et Lens - Arras
- Arras - Creil - Bobigny
- Lumes - Thionville

(liste non exhaustive)

## Dépôts titulaires
- Mohon (de 1955 à 1957 puis de 1978 à 1981)
- Valenciennes (second semestre 1957) puis Lens (1958 à 1978)

| Engin    | Mise en service  | Radiation        | Dépôts |
| -------- | ---------------- | ---------------- | ------ |
| CC 14001 | 10 avril 1955    | 31 décembre 1981 | Mohon  |
| CC 14002 | avril 1955       | Fin 1977         | Lens   |
| CC 14003 | 15 novembre 1955 | 31 décembre 1981 | Mohon  |
| CC 14004 | 4 novembre 1956  | Fin 1977         | Lens   |
| CC 14005 | 24 novembre 1956 | 31 décembre 1981 | Mohon  |
| CC 14006 | 7 janvier 1957   | 24 janvier 1973  | Lens   |
| CC 14007 | 31 mai 1957      | 21 février 1972  | Lens   |
| CC 14008 | août 1957        | décembre 1975    | Lens   |
| CC 14009 | 12 janvier 1958  | 31 décembre 1980 | Mohon  |
| CC 14010 | 26 janvier 1958  | 17 décembre 1979 | Mohon  |
| CC 14011 | 15 mars 1958     | 31 décembre 1981 | Mohon  |
| CC 14012 | 7 avril 1958     | Fin 1977         | Lens   |
| CC 14013 | 19 mai 1958      | 31 décembre 1980 | Mohon  |
| CC 14014 | 23 juin 1958     | 17 décembre 1979 | Mohon  |
| CC 14015 | 20 juillet 1958  | 31 décembre 1980 | Mohon  |
| CC 14016 | novembre 1958    | 31 décembre 1981 | Mohon  |
| CC 14017 | janvier 1959     | janvier 1978     | Lens   |
| CC 14018 | 7 février 1959   | 31 décembre 1981 | Mohon  |
| CC 14019 | mars 1959        | 17 décembre 1979 | Mohon  |
| CC 14020 | mars 1959        | 17 décembre 1979 | Mohon  |

## Machines conservées (2010)
- CC 14018 : à la Cité du train de Mulhouse.

## Modélisme
Les CC 14000 (et leurs sœurs 14100) ont été reproduites en HO par les firmes Lima, LEMACO, LOCOSTYL et Jouef (HJ) en septembre 2014 et en échelle N par Arnold en 2024 (14004, 14005, 14111 et 14132). Cette dernière reproduction de Jouef a été saluée par la qualité de la reproduction, la finesse de gravure et les capacités de traction.
A l'échelle O, le Km108 a reproduit ce modèle avec une caisse en bronze dans les années 50.